# Bosrobert
Bosrobert ist eine französische Gemeinde mit 671 Einwohnern (Stand 1. Januar 2022) im Département Eure in der Region Normandie.

## Geografie
Bosrobert liegt an der Südwestecke des Roumois, 19 Kilometer nordöstlich von Bernay am Tal des Baches Bec, zwischen Saint-Martin-du-Parc, einem Weiler von Le Bec-Hellouin, im Südwesten und Malleville-sur-le-Bec im Norden. Zu Bosrobert gehören die Weiler und Gehöfte Saint-Taurin-des-Ifs, Le Désert, Le Moulin du Parc und Daudiot-Guillouet.

## Geschichte
Bosrobert lag an der Römerstraße von Lisieux (Noviomagus Lexoviorum) über Brionne (Breviodurum) nach La Bouille (Seine-Maritime). Östlich des Ortskerns wurden gallo-römische Tonscherben gefunden.
Bosrobert soll seinen Namen von Robert de Meules († nach 1101) bekommen haben, dem Sohn von Baudouin de Meules († 1090). Demnach gehörte Bosrobert zur Grafschaft Brionne und Robert de Meules verschenkte die Ortschaft 1085 an die Abtei Le Bec. Auf jeden Fall gehörte die Kirche Saint-Pierre in Bosrobert im Jahre 1141 der Abtei Le Bec. Zu Beginn des 13. Jahrhunderts war Raoul de Recuchon († vor 1232) Seigneur von Bosrobert. Sein Siegel findet sich auf einer Urkunde von 1221, dort nennt er sich Radulphi de Bos-Roberti. Die Familie Recuchon blieb bis ins 14. Jahrhundert im Besitz von Bosrobert, dann ging es in den Besitz von Jean du Bois über, der Seigneur von Calleville war.
Im Kopialbuch der Priorei La Sainte-Trinité von Beaumont-le-Roger wurde die Ortschaft 1333 als Bosc Robert erwähnt. Boscus ist mittellateinisch für ‚Wald‘, der Ortsname bedeutet also „Roberts Wald“.
1793 erhielt Bosrobert (als Boscrobert) im Zuge der Französischen Revolution (1789–1799) den Status einer Gemeinde und 1801 das Recht auf kommunale Selbstverwaltung. 1827 wurde die damalige Gemeinde Saint-Taurin-des-Ifs, die im Jahre 1821 124 Einwohner hatte, eingemeindet.
| Jahr      | 1836 | 1856 | 1881 | 1911 | 1968 | 1982 | 2006 | 2016 |
| --------- | ---- | ---- | ---- | ---- | ---- | ---- | ---- | ---- |
| Einwohner | 562  | 442  | 330  | 235  | 212  | 342  | 421  | 658  |

Am meisten Einwohner hatte Bosrobert 1836 (562), danach sank die Bevölkerungszahl bis 1968 (212). Seit 1968 ist die Einwohnerzahl wieder gestiegen.
Die Kirche Saint-Taurin in Saint-Taurin-Des-Ifs wurde geschlossen und dient heute als Wohnhaus.

## Kultur und Sehenswürdigkeiten

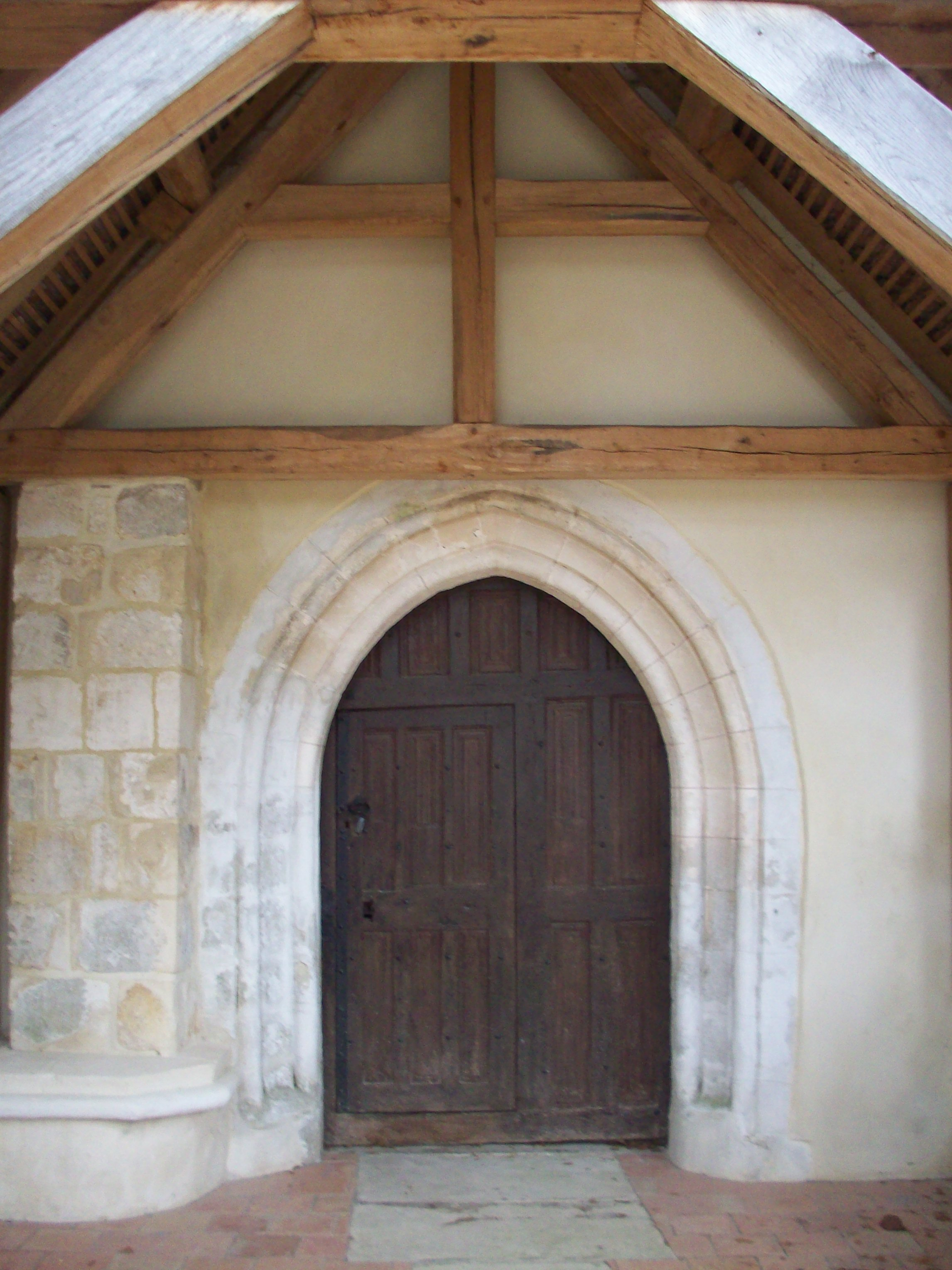
Das Portal der Kirche Saint-Pierre

Um 1474 wurde das Kirchenschiff der Kirche Saint-Pierre umgebaut. In der zweiten Hälfte des 18. Jahrhunderts wurde der heutige Chor errichtet. Auf dem Altar der Kirche befindet sich ein Bas-Relief aus dem 17. Jahrhundert, das Maria mit den Kindern Jesus von Nazaret und Johannes der Täufer darstellt. Das Relief im Stil Louis-quatorze wurde 1907 als Monument historique (historisches Denkmal) klassifiziert. Außerdem steht in der Kirche eine große steinerne Statue der „Jungfrau mit dem Kinde“ aus dem 14. oder 15. Jahrhundert, die ebenfalls 1907 als Monument historique registriert wurde.
Das Tal des Bec ist in seiner ganzen Länge, auf den Gemeindegebieten von Bosrobert, Le Bec-Hellouin und Pont-Authou als Site Inscrit (Naturdenkmal) klassifiziert.

## Wirtschaft
Das Bild der Gemeinde ist von Weiden, Wald und Äckern geprägt. Wichtige Erwerbszweige der Bosrobertois sind Holzwirtschaft, Ackerbau und die Zucht von Hausrindern, Schnecken und Hauspferden.
Auf dem Gemeindegebiet gelten geschützte geographische Angaben (IGP) für Schweinefleisch (Porc de Normandie), Geflügel (Volailles de Normandie) und Cidre (Cidre de Normandie und Cidre normand).